# Medium, Rare & Remastered
Medium, Rare & Remastered è una compilation del gruppo musicale irlandese U2, pubblicata il 22 febbraio 2009.

## Storia
L'album è stato distribuito unicamente alle persone iscritte al sito ufficiale della band e contiene alcuni brani che erano già stati pubblicati come b-sides di singoli, assieme a brani inediti, cover e versioni alternative.

## Tracce
CD 1
1. Levitate – 5:09
2. Love You Like Mad – 4:18
3. Smile – 3:18
4. Flower Child – 4:55
5. Beautiful Ghost/Introduction to Songs of Experience – 3:55
6. Jesus Christ – 3:14
7. Xanax and Wine – 4:39
8. All Because of You (alternative version) – 3:36
9. Native Son – 3:10
10. Yahweh (alternative version) – 4:32
11. Sometimes You Can't Make It on Your Own (alternative version) – 5:31

Durata totale: 46:17
CD 2
1. Saturday Night – 5:12
2. Trash, Trampoline and the Party Girl – 2:36
3. Angels Too Tied to the Ground – 3:35
4. Wave of Sorrow (Birdland) – 4:07
5. Always – 3:49
6. Summer Rain – 4:08
7. Big Girls Are Best – 3:37
8. Fast Cars (Jacknife Lee Remix) – 3:30
9. Neon Lights – 4:07

Durata totale: 34:41

## La copertina dell'album
La copertina dell'album è una foto in bianco e nero, realizzata da Anton Corbijn, che ritrae i componenti della band che camminano con un abbigliamento da cuoco.